# Süddeutsche Vogelwarte

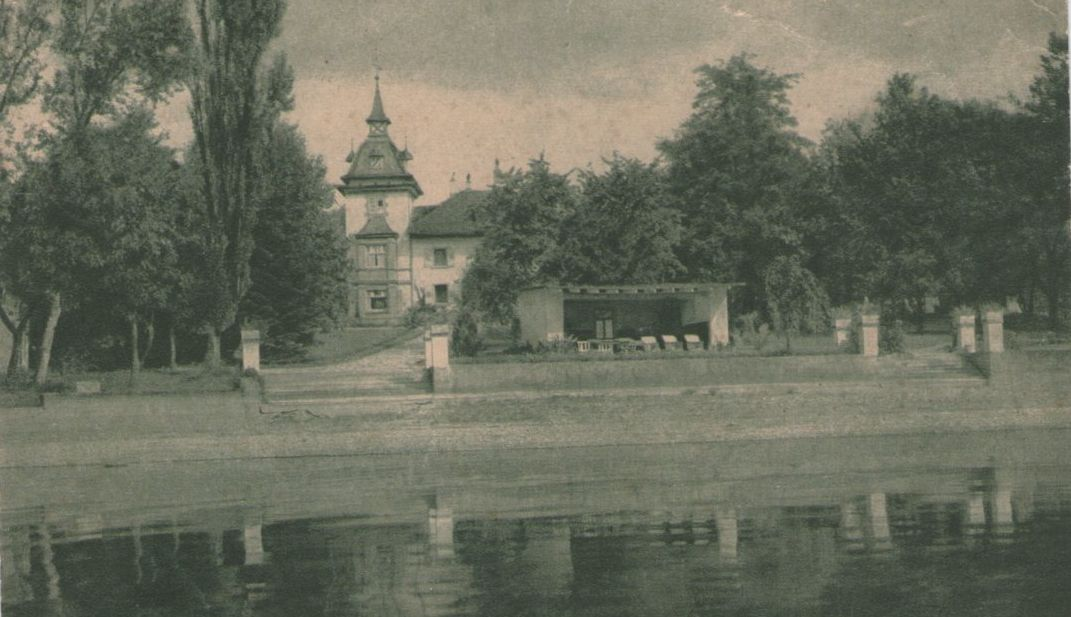
Scheffelschlösschen, Radolfzell. Zeitgenössische Ansichtskarte, gelaufen 1928.

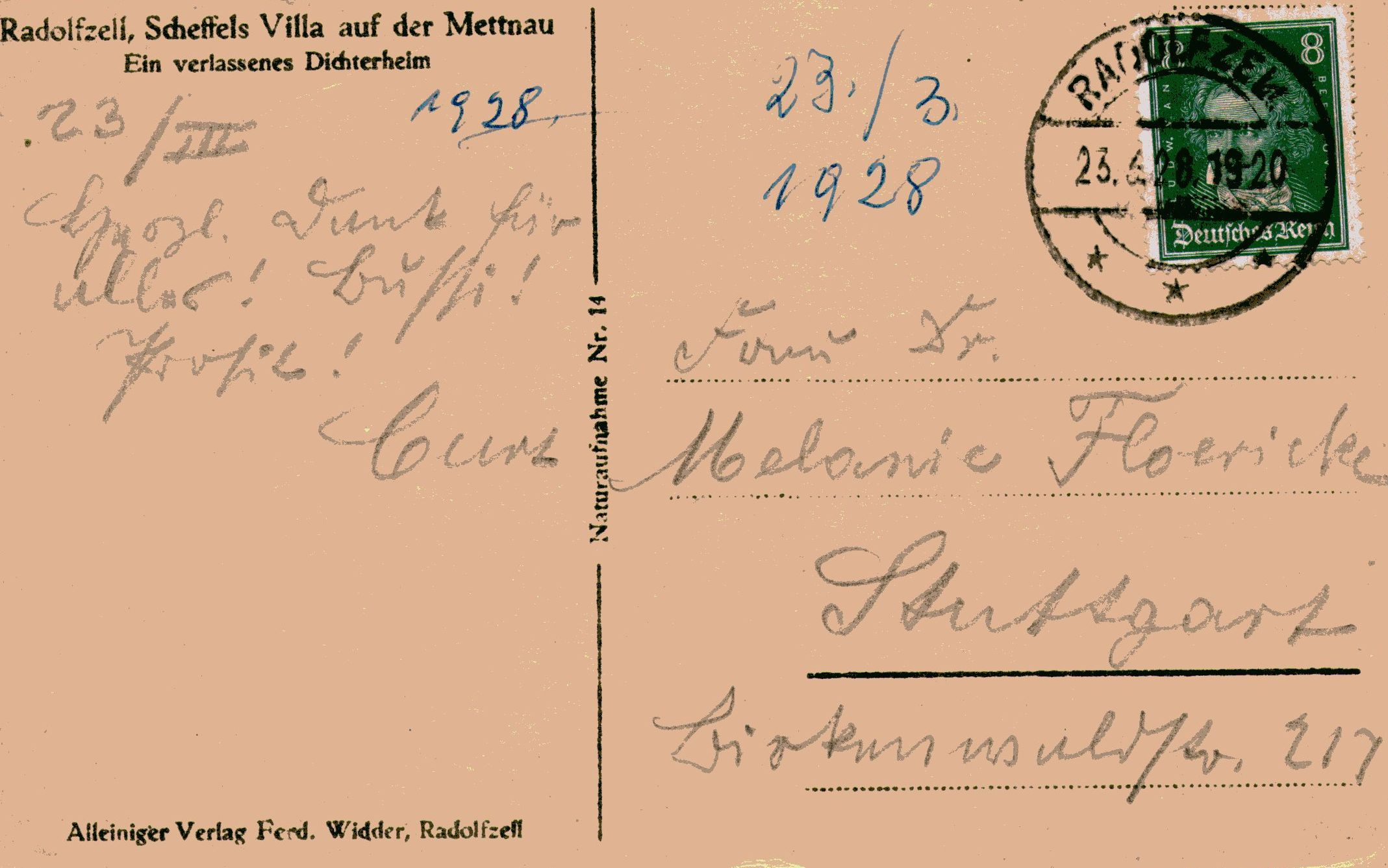
Schriftseite der obigen Karte: Kurt Floericke schreibt am 23. März 1928, seinem 59. Geburtstag, von Radolfzell an seine Frau Melanie Floericke in Stuttgart.

Die Süddeutsche Vogelwarte war eine privat betriebene Vogelwarte in Radolfzell am Bodensee.
Im Jahr 1919 wurde unter anderem auf Initiative von Dr. Kurt Floericke ein Förderverein Süddeutsche Vogelwarte e.V. gegründet. Die Zeitschrift des Vereins nannte sich Mitteilungen über die Vogelwelt. Die eigentliche Gründung der Süddeutschen Vogelwarte erfolgte am 13. Oktober 1928 in Radolfzell. Im dortigen Scheffelschlösschen auf der Halbinsel Mettnau wurde eine Beobachtungsstation eingerichtet. Mitbegründer des Vereins und deren Vorsitzender von 1931 bis 1938 war Johann Nikolaus von Bodman (1903–1988).
Das Reichsnaturschutzgesetz von 1935 sah nur noch die Erhaltung der drei Küstenvogelwarten auf Helgoland (Vogelwarte Helgoland), in Rossitten (Vogelwarte Rossitten) und auf Hiddensee (Vogelwarte Hiddensee) vor. Ihnen blieb das Privileg der Beringung von Vögeln vorbehalten. Damit war der Süddeutschen Vogelwarte ihre Existenzgrundlage und Daseinsberechtigung entzogen. Aus finanziellen Gründen wurde die damals einzige binnenländische Vogelwarte in Deutschland schon nach 10 Jahren ihres Bestehens wieder geschlossen.
Die Süddeutsche Vogelwarte ist nicht zu verwechseln mit der späteren Vogelwarte Radolfzell, die aus der Verlegung der Vogelwarte Rossitten in das Wasserschloss Möggingen in Möggingen im Jahre 1946 entstand.